# Jedi (Spiel-Engine)
Jedi ist eine Spiel-Engine, die von LucasArts für das Spiel Star Wars: Dark Forces entwickelt wurde. Im Gegensatz zur ähnlichen Doom-Engine ist sie technisch weiter fortgeschritten und erlaubt so Levels über mehrere Etagen. Unterstützt werden auch 3D-Modelle, ein für damalige Verhältnisse realistisches Beleuchtungsmodell, atmosphärische Effekte wie Nebel und Dunst, Gouraud Shading und animierte Texturen. Der leitende Entwickler war Ray Gresko.
Die Entwicklungsdauer betrug 2 Mannjahre. Viele Objekte innerhalb der Engine sind 2D Sprites, die in bis zu 32 verschiedene Blickwinkeln vorgerendert dargestellt werden können. Manche Objekte beinhalten jedoch nur einen Winkel und erscheinen dem Spieler so stets immer frontal zugewandt. Als Programmiersprache wurde ANSI C gewählt. Primäres Entwicklungsziel war die 486 Architektur für PC-kompatibles DOS. Obwohl deutlich weniger Arbeitsspeicher real zur Verfügung stand, wurde auch auf Mac portiert.
Auch wenn die Engine Vorgängerprodukten von ID Software technisch ähnlich ist, wurde eine Reinraum-Implementierung durchgeführt. Lediglich das hauseigene iMuse und die bestehende Landru Cutscene Engine wurde integriert. Um Texturauflösungen von 256 Pixel in 30 Frames per second mit zeitgenössischer Hardware darzustellen, wurden Kompromisse eingegangen. So sind gekrümmte oder schräge Oberflächen technisch nicht möglich. Innovativ für die damalige Zeit war die Möglichkeit des Spielers zu springen und zu schwimmen. Skriptsequenzen erlaubten die Spielwelt noch glaubhafter darzustellen.
In dem Spiel Outlaws kam die Jedi-Engine ebenfalls zum Einsatz.
Mit der Force Engine existiert eine quelloffene Reimplementation.